# Festberg (Wolfhagen)
Der Festberg ist ein langgestreckter und bis zu 330 m hoher Bergrücken etwa 4 km (Luftlinie) nordöstlich der Stadtmitte von Wolfhagen im nordhessischen Landkreis Kassel. Er befindet sich unmittelbar nordöstlich von Philippinenthal, aber in der Gemarkung des weiter nordöstlich gelegenen Altenhasungen, beides Stadtteile von Wolfhagen.

## Naturraum
Naturräumlich gehört der im Naturpark Habichtswald befindliche Berg zum Wolfhager Hügelland (Untereinheit 341.3) in den Ostwaldecker Randsenken (Haupteinheit 341) im Westhessischen Bergland (Haupteinheitengruppe 34). Der Erpe-Zufluss Lohbach verläuft im Altenhasunger Graben entlang der südwestlichen Flanke des Bergs.

## Der Berg
Der Festberg besteht aus Unterem Muschelkalk, dessen Schichten durch das Einsinken des Altenhasunger Grabens um etwa 30 – 45° schräg gestellt wurden und heute einen nach Südwesten zum Lohbach und nach Philippinenthal hin steil abfallenden Rücken bilden. Diese Hänge mit ihren flachgründigen Böden wurden bis um die Mitte des 20. Jahrhunderts von Altenhasungen aus als Hutegebiet genutzt. Die Ziegen und Schafe weideten neben dem Gras auch aufkommende Gehölze ab, und somit entstand im Laufe der Zeit ein typischer Kalk-Halbtrockenrasen. Mit dem Ende der Beweidung begann die Verbuschung des Geländes, der erst seit Mitte der 1990er Jahre wieder durch sommerliche Beweidung mit Heidschnucken und Ziegen und andere Pflegemaßnahmen entgegengewirkt wird.

## Naturschutz
Der Südwesthang des Bergs wurde mit Verordnung vom 21. Oktober 1992 von der Oberen Naturschutzbehörde des Regierungspräsidiums Kassel als Naturschutzgebiet (NSG-Nr. 1633032) ausgewiesen und im Jahre 2004 in den gleichen Grenzen als Fauna-Flora-Habitat (FFH) Gebiet (FHH-Gebiet-Nummer 4621-305) gemeldet. Das Schutzgebiet Festberg bei Philippinenthal ist mit etwa 1 km Länge und bis zu 200 m Breite insgesamt 14,32 Hektar groß und reicht von 270 m über NHN im Bachgrund bis auf 325 m über NHN am Bergkamm. Das geschützte Gebiet enthält verschiedene Lebensraumtypen: orchideenreichen Kalkmagerrasen, Wacholderheiden, Gebüsche, kleinflächige Kiefernstände mit Anteilen von Laubhölzern sowie den naturnahen Lauf des Lohbachs mit dessen schmalem Auwald im äußersten Südwesten.